# Jurjevski noćni ustanak
Jurjevski noćni ustanak (est. Jüriöö ülestõus) je naziv za pobunu estonskih seljaka protiv tuđinske vlasti svojih feudalnih gospodara.
Estoniju su početkom 13. stoljeća osvojili križari iz Danske i Njemačke, nametnuli poreze i pokušali Estonce podvrgnuti feudalnom poretku, prisiljavajući ih da postanu kmetovi. Ustanak u estonskoj sjevernoj pokrajini Harria, u noći uoči blagdana Đurđevdana počeo je javnim odbacivanjem nametnutog kršćanstva i pokoljem svakog tko je govorio njemački. Pobijeno je oko 1800 ljudi.
Ustanici su zapalili cistercitski samostan Padise gdje su pobili 28 redovnika, opkolili Reval (današnji Tallinn) i izabrali svoje vođe, koje tadašnje njemačke kronike nazivaju "kraljevima". Estonski ustanak naposljetku je ugušen u krví, a tri godine potom, Danci su prodali svoj dio današnje Estonije križarskom Livonskom redu za 10.000 maraka. Danci su više od jednog stoljeća vladali Estonijom iz svog uporišta Lyndanisse (Tallinn), a podignuta utvrda na latinskom se nazivala Castrum danorum ili danski dvorac. Zanimljivo je da se današnji glavni grad Estonije naziva Tallinn, što je skraćenica izvornog oblika Taani linna, što na estonskom znači Danski dvorac.